# Delligsen
Delligsen – miasto (niem. Flecken) oraz gmina samodzielna (niem. Einheitsgemeinde) w Niemczech, w kraju związkowym Dolna Saksonia. W roku 2008 liczba mieszkańców wynosiła 8 460.

## Współpraca
Miejscowości partnerskie:
- Gatersleben, dzielnica miasta Seeland, Saksonia-Anhalt
- Grodzisk Wielkopolski, Polska
- Merksplas, Belgia
- Torrelodones, Hiszpania